# Браун, Бобби (актриса)
Бо́бби Джин Бра́ун (англ. Bobbie Jean Brown; 7 октября 1969, Батон-Руж, Луизиана, США) — американская актриса и фотомодель.

## Биография
Бобби Джин Браун родилась 7 октября 1969 года Батон-Руже (штат Луизиана, США), там же Бобби окончила среднюю школу и «Starkey Academy».
Бобби начала свою модельную карьеру в 1987 году с победы на конкурсе красоты «Miss Louisiana Teen USA» и в том же году она заняла 9 место на «Miss Teen USA». В 1991—1999 года Браун снялась в 15-ти фильмах и телесериалах.
В 1991—1993 года Бобби была замужем за музыкантом Джейни Лейном (1964—2011). У бывших супругов есть дочь — Тейлор Джейн Лейн (род.17.01.1992).
В 2015 году приняла участие в фильме-концерте Live from Lexxi's Mom's Garage глэм-метал-группы Steel Panther.

## Избранная фильмография
| Год  |   | Русское название    | Оригинальное название    | Роль                     |
| ---- | - | ------------------- | ------------------------ | ------------------------ |
| 1991 | с | Женаты… с детьми    | Married... with Children | Нибблз/Пекан             |
| 1991 | ф | Холодный, как лёд   | Cool as Ice              | Моник                    |
| 1993 | ф | Последний киногерой | Last Action Hero         | видео-красотка           |
| 1995 | с | Отступник           | Renegade                 | имя персонажа неизвестно |